# Autodecomposizione
In algebra lineare, l'autodecomposizione è la fattorizzazione di una matrice in una forma canonica, per cui la matrice è rappresentata in funzione dei suoi autovalori e autovettori . Solo le matrici diagonalizzabili possono essere fattorizzate in questo modo. Quando la matrice da fattorizzare è una matrice normale o reale simmetrica, l'autodecomposizione è detta "decomposizione spettrale", (riferimento al teorema spettrale).

## Autodecomposizione di una matrice
Sia A una matrice quadrata n × n con n autovettori linearmente indipendenti {\displaystyle q_{i}} (dove i = 1, ..., n ). Allora A può essere fattorizzata come
{\displaystyle \mathbf {A} =\mathbf {Q} \mathbf {\Lambda } \mathbf {Q} ^{-1}}
dove Q è la matrice n × n la cui i-esima colonna è l'autovettore qi di A, e Λ è la matrice diagonale i cui elementi diagonali sono i corrispondenti autovalori, Λii = λ i . Si noti che solo le matrici diagonalizzabili possono essere fattorizzate in questo modo. Ad esempio, la matrice difettosa {\displaystyle \left[{\begin{smallmatrix}1&1\\0&1\end{smallmatrix}}\right]} (che è una matrice di taglio ) non può essere diagonalizzata.
Gli n autovettori qi sono generalmente normalizzati, ma non è necessario che lo siano. Un insieme non normalizzato di n autovettori, vi può anche essere usato come colonne di Q . Ciò può essere compreso osservando che la grandezza degli autovettori in Q viene annullata nella scomposizione dalla presenza di Q −1 .
La scomposizione può essere derivata dalla proprietà fondamentale degli autovettori:
{\displaystyle {\begin{aligned}\mathbf {A} \mathbf {v} &=\lambda \mathbf {v} \\\mathbf {A} \mathbf {Q} &=\mathbf {Q} \mathbf {\Lambda } \\\mathbf {A} &=\mathbf {Q} \mathbf {\Lambda } \mathbf {Q} ^{-1}.\end{aligned}}}

### Esempio
La matrice reale 2 × 2 A
{\displaystyle \mathbf {A} ={\begin{bmatrix}1&0\\1&3\\\end{bmatrix}}}
può essere scomposta in una matrice diagonale attraverso la moltiplicazione di una matrice non singolare B
{\displaystyle \mathbf {B} ={\begin{bmatrix}a&b\\c&d\end{bmatrix}}\in \mathbb {R} ^{2\times 2}.}
Quindi
{\displaystyle {\begin{bmatrix}a&b\\c&d\end{bmatrix}}^{-1}{\begin{bmatrix}1&0\\1&3\end{bmatrix}}{\begin{bmatrix}a&b\\c&d\end{bmatrix}}={\begin{bmatrix}x&0\\0&y\end{bmatrix}},}
per qualche matrice diagonale reale {\displaystyle \left[{\begin{smallmatrix}x&0\\0&y\end{smallmatrix}}\right]} .
Moltiplicando entrambi i membri dell'equazione a sinistra per B :
{\displaystyle {\begin{bmatrix}1&0\\1&3\end{bmatrix}}{\begin{bmatrix}a&b\\c&d\end{bmatrix}}={\begin{bmatrix}a&b\\c&d\end{bmatrix}}{\begin{bmatrix}x&0\\0&y\end{bmatrix}}.}
L'equazione di cui sopra può essere scomposta in due equazioni simultanee :
{\displaystyle {\begin{cases}{\begin{bmatrix}1&0\\1&3\end{bmatrix}}{\begin{bmatrix}a\\c\end{bmatrix}}={\begin{bmatrix}ax\\cx\end{bmatrix}}\\{\begin{bmatrix}1&0\\1&3\end{bmatrix}}{\begin{bmatrix}b\\d\end{bmatrix}}={\begin{bmatrix}by\\dy\end{bmatrix}}\end{cases}}.}
Scomponendo gli autovalori x e y :
{\displaystyle {\begin{cases}{\begin{bmatrix}1&0\\1&3\end{bmatrix}}{\begin{bmatrix}a\\c\end{bmatrix}}=x{\begin{bmatrix}a\\c\end{bmatrix}}\\{\begin{bmatrix}1&0\\1&3\end{bmatrix}}{\begin{bmatrix}b\\d\end{bmatrix}}=y{\begin{bmatrix}b\\d\end{bmatrix}}\end{cases}}}
lasciando
{\displaystyle \mathbf {a} ={\begin{bmatrix}a\\c\end{bmatrix}},\quad \mathbf {b} ={\begin{bmatrix}b\\d\end{bmatrix}},}
questo ci dà due equazioni vettoriali:
{\displaystyle {\begin{cases}\mathbf {A} \mathbf {a} =x\mathbf {a} \\\mathbf {A} \mathbf {b} =y\mathbf {b} \end{cases}}}
E può essere rappresentato da una singola equazione vettoriale che coinvolge due soluzioni come autovalori:
{\displaystyle \mathbf {A} \mathbf {u} =\lambda \mathbf {u} }
dove λ rappresenta i due autovalori x e y, e u rappresenta i vettori a e b .
Spostando λ u per il lato sinistro e factoring u fuori
{\displaystyle (\mathbf {A} -\lambda \mathbf {I} )\mathbf {u} =\mathbf {0} }
Poiché B è non singolare, è essenziale che u sia diverso da zero. Perciò,
{\displaystyle \det(\mathbf {A} -\lambda \mathbf {I} )=0}
così
{\displaystyle (1-\lambda )(3-\lambda )=0}
dandoci le soluzioni degli autovalori per la matrice A come λ = 1 o λ = 3, e la matrice diagonale risultante dall'autodecomposizione di A è quindi {\displaystyle \left[{\begin{smallmatrix}1&0\\0&3\end{smallmatrix}}\right]} .
Rimettendo le soluzioni nelle equazioni simultanee di cui sopra
{\displaystyle {\begin{cases}{\begin{bmatrix}1&0\\1&3\end{bmatrix}}{\begin{bmatrix}a\\c\end{bmatrix}}=1{\begin{bmatrix}a\\c\end{bmatrix}}\\{\begin{bmatrix}1&0\\1&3\end{bmatrix}}{\begin{bmatrix}b\\d\end{bmatrix}}=3{\begin{bmatrix}b\\d\end{bmatrix}}\end{cases}}}
Risolvendo le equazioni, abbiamo
{\displaystyle a=-2c\quad {\text{and}}\quad b=0,\qquad c,d\in \mathbb {R} .}
Quindi la matrice B richiesta per l'autodecomposizione di A è
{\displaystyle \mathbf {B} ={\begin{bmatrix}-2c&0\\c&d\end{bmatrix}},\qquad c,d\in \mathbb {R} ,}
cioè:
{\displaystyle {\begin{bmatrix}-2c&0\\c&d\end{bmatrix}}^{-1}{\begin{bmatrix}1&0\\1&3\end{bmatrix}}{\begin{bmatrix}-2c&0\\c&d\end{bmatrix}}={\begin{bmatrix}1&0\\0&3\end{bmatrix}},\qquad c,d\in \mathbb {R} }